# Renaud Jay
Renaud Jay, född 12 augusti 1991, är en fransk längdskidåkare som tävlat i världscupen sedan säsongen 2011/2012. Säsongen 2019/2020 tog han sin första individuella pallplatsen i världscupen när han blev trea i den backsprinten i Åre. Han har även två pallplatser i teamsprint, en seger från säsongen 2019/2020 och en andraplats 2015/2016.
Han deltog i Olympiska vinterspelen 2014 där han slutade på en 14:e plats i den individuella sprinten.